# 15 tháng 8
Ngày 15 tháng 8 là ngày thứ 227 (228 trong năm nhuận) trong lịch Gregory. Còn 138 ngày trong năm.

## Sự kiện
- 398 – Vài tháng sau khi soán Hậu Yên của họ Mộ Dung, Lan Hãn bị con rể là Mộ Dung Thịnh sát hại, Hậu Yên được phục hồi.
- 636 – Chiến tranh Ả Rập–Đông La Mã: Hai đế quốc Đông La Mã và Rashidun bắt đầu giao chiến gần sông Yarmouk, trận chiến kết thúc với kết quả Rashidun sáp nhập Cận Đông.
- 1248 – Viên đá đầu tiên của Nhà thờ chính tòa Köln được đặt, việc xây dựng hoàn thành vào năm 1880.
- 1760 – Chiến tranh Bảy năm: Quân đội Phổ dưới quyền Friedrich II đánh bại một đạo quân Áo trong trận Liegnitz.
- 1914 – Kênh đào Panama bắt đầu cho phép tàu thuyền qua lại, rút ngắn hải trình giữa Đại Tây Dương và Thái Bình Dương thông qua eo đất Panama.
- 1945 – Chiến tranh thế giới thứ hai: Thiên hoàng Nhật Bản Hirohito tuyên bố đầu hàng Đồng Minh.
- 1947 – Ấn Độ giành lại độc lập từ Đế quốc Anh.
- 1960 – Cộng hòa Congo tuyên bố độc lập khỏi Đế quốc Pháp.
- 1991 – Kaysone Phomvihane thôi chức Thủ tướng và bắt đầu nhiệm kỳ Chủ tịch nước thứ ba của Lào, ông giữ chức vụ này cho đến khi mất.
- 2021 – Cộng hòa Hồi giáo Afghanistan sụp đổ, Afghanistan hiện được quản lý bởi Tiểu vương quốc Hồi giáo Afghanistan do Taliban kiểm soát.

## Sinh
- 1557 - Thánh mẫu Liễu Hạnh (m. 1577).
- 1769 – Napoléon Bonaparte, hoàng đế Pháp (m. 1821).
- 1915 – Phạm Văn Sơn, sử gia Việt Nam (m. 1978).
- 1954 – Abdul Rashid Dostum, tướng lĩnh người Afghanistan
- 1957 – Lương Cường, Đại tướng Quân đội nhân dân Việt Nam, Chủ nhiệm Tổng cục Chính trị Quân đội nhân dân Việt Nam.
- 1958 – Chí Tài, nghệ sĩ, diễn viên hài người Việt Nam (m. 2020).
- 1981 – Song Ji Hyo, diễn viên, người mẫu, người dẫn chương trình người Hàn Quốc
- 1982 – Cao Vân Tường, nam diễn viên Trung Quốc
- 1985 - Nhật Kim Anh, nữ ca sĩ, diễn viên người Việt Nam
- 1989 – Joe Jonas, ca sĩ, diễn viên, thành viên ban nhạc Jonas Brothers
- 2000 - Lương Thùy Linh, Hoa Hậu Thế giới Việt Nam 2019

## Mất
- 756 – Dương Quý phi, phi tần thời nhà Đường
- 932 – Mã Hy Thanh, quân chủ nước Sở, tức ngày Tân Mão (15) tháng 7 năm Nhâm Thìn (s. 899)
- 700 – Địch Nhân Kiệt, tể tướng nhà Đường
- 1863 – Nguyễn Phúc Hồng Tiệp, tước phong Mỹ Lộc Quận công, hoàng tử con vua Thiệu Trị nhà Nguyễn (s. 1840).
- 1990 – Viktor Tsoi, ca sĩ nhạc rock Liên Xô
- 2018 – Sakura Momoko, nữ mangaka, tác giả của loạt truyện tranh Nhóc Maruko

## Những ngày lễ và kỷ niệm
- Lễ Đức Mẹ Lên Trời theo đức tin của một số nhánh Kitô giáo.
- Ngày độc lập (Ấn Độ).